# Re-vision
Re-vision is een studioalbum van de Noorse trompettist en componist Nils Petter Molvær. Het album bevat opnieuw opgenomen filmmuziek, vandaar de titel Re-vision, de muziek was eerder geschreven. Van diverse onderdelen voor soundtrack s voor films heeft Molvaer een nieuwe samenstelling gemaakt en dat geeft zonder de beelden een coherent album. De muziek is een kruising tussen jazz, trance en ambient, hier en daar ondersteund door exotische (elektronische) ritmen. Molvær is beroemd geworden met een haast hees trompetgeluid, dat in de verte wegsterft.

## Musici
- Nils Petter Molvær; o.a. trompet, duduk, toetsinstrumenten, elektronica,
- Nizamettin Aric; zang op 1,
- Eivind Aarset; gitaar,
- Anders Engen; slagwerk,
- Jan Bang; elektronica;
- Paolo Vinaccia; percussie

## Composities
1. Torn uit de film Hoppet
2. The beginning uit EDY
3. Bathtub uit EDY
4. Visitation uit Hoppet
5. Arctic dub uit Frozen heart
6. Perimeters (gecomponeerd met Jan Bang)
7. Trumpetplayer in the backyard uit EDY
8. The end uit EDY
9. The visitor uit Hoppet
10. Azad’s theme uit Hoppet
11. Decisions uit Hoppet
12. Leaps and bounds (met citaat uit Torn).